# معرض برلين الدولي للبناء
معرض برلين الدولي للبناء (بالألمانية: Internationale Bauausstellung Berlin) هو مشروع تجديد حضري، أعقب إستراتيجيات التجديد الحضري الدقيق وإعادة الإعمار النقدي. وقد تم استلهامه من المجموعة النسوية منظمة المهندسين المعماريين والمخططين النسويين والتي اعترضت على فشلها عبر التصدي بشكل كاف للقضايا الخاصة بالمرأة وإشراك المصممات الإناث.
بدأ المعرض عام 1979 واكتمل بعام 1987، تزامنًا مع الذكرى السنوية رقم 750 لتأسيس برلين. وقد انتهج إستراتيجيات التجديد الحضري الدقيق وإعادة الإعمار النقدي.

## معرض صور

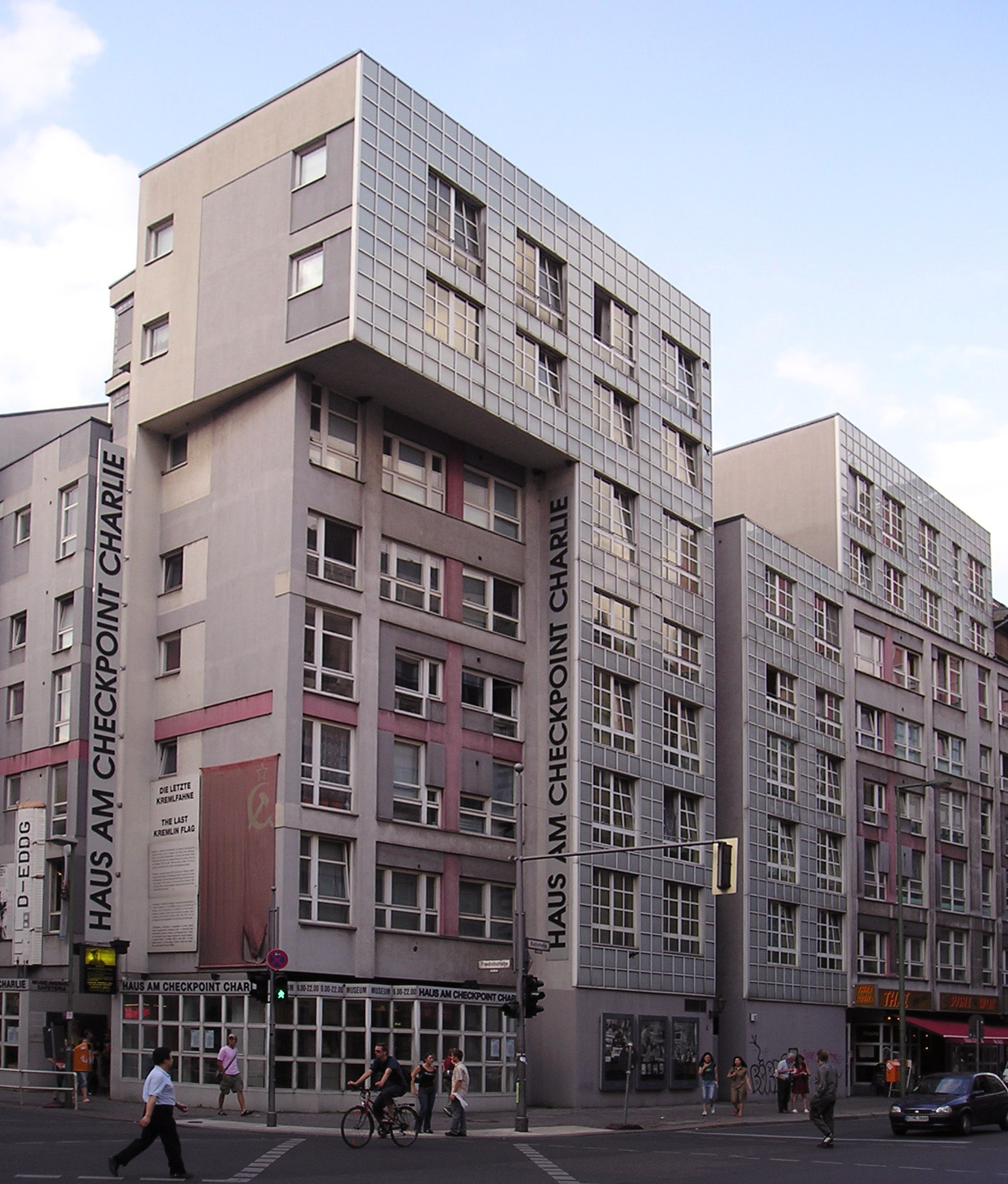
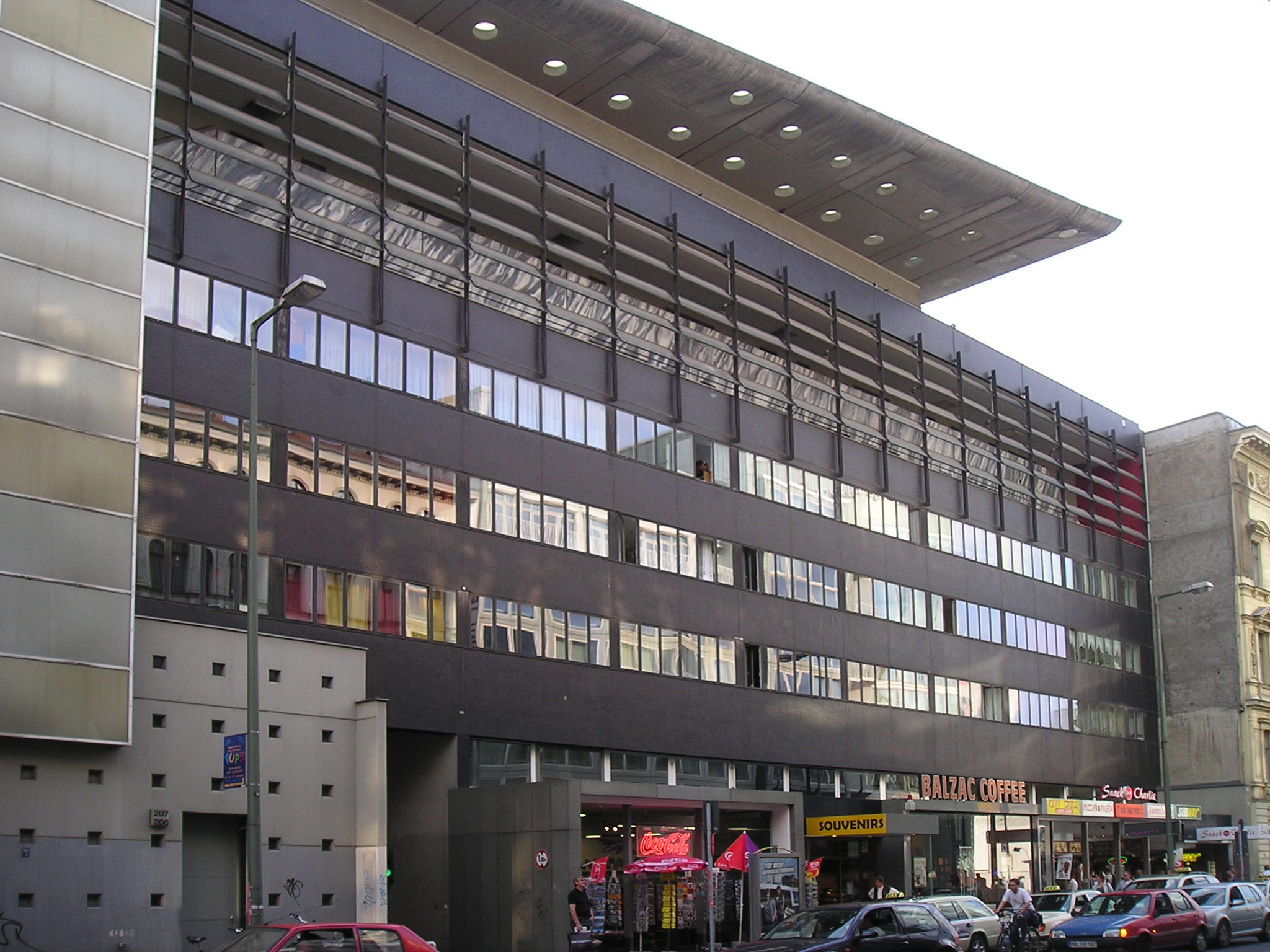
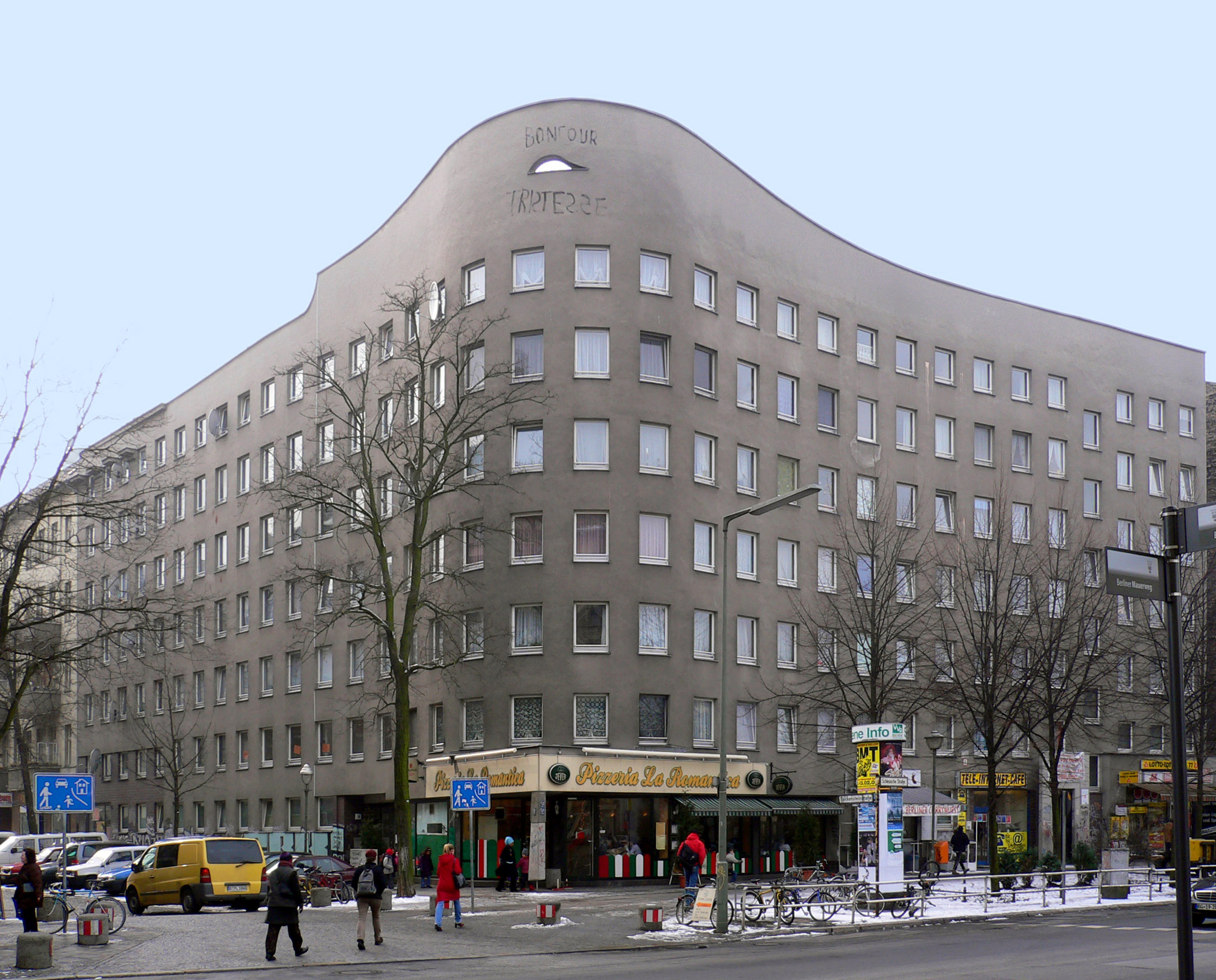
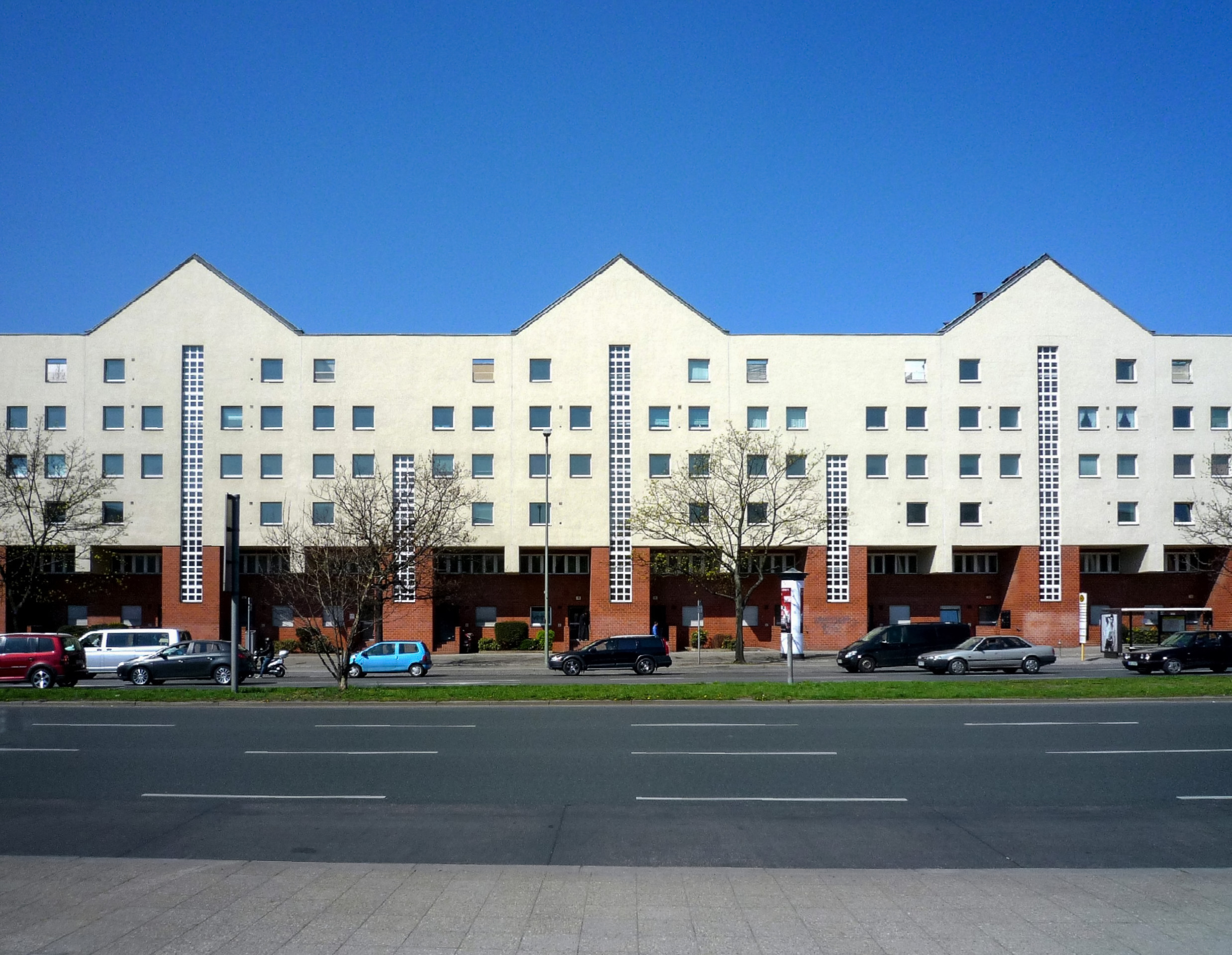